# Malú
María Lucía Sánchez Benítez, znana jako Malú (ur. 15 marca 1982 w Madrycie) – hiszpańska piosenkarka. Jest córką Pepe de Lucíi i bratanicą Paco de Lucíi.

## Dyskografia
Aprendiz
- Data wydania: 1998
- 400 000 sprzedanych płyt (4 platynowe płyty)
  - "Aprendiz"
  - "Lucharé"
  - "Si tú me dejas"
  - "Donde quiera que estés"
  - "Antes que amantes amigos"
  - "Hoy desperté"
  - "Días que fueron"
  - "Como una flor"
  - "Si tú me dejas (free version)"

Cambiarás
- Data wydania: 1999
- 100 000 sprzedanych płyt (1 platynowa płyta)
  - "Cambiarás"
  - "Duele"
  - "Poema de mi corazón"
  - "Vestir un color"
  - "Y si fuera ella"
  - "Y si no das más"
  - "Sin poderte despedir"
  - "Aposté por ti"
  - "Sin caminos"
  - "Fui a refugiarme"
  - "Las llamas de mi hoguera"

Esta Vez
- Data wydania: 2001
- 300 000 sprzedanych płyt (3 platynowe płyty)
  - "Esta vez"
  - "Sin ti todo anda mal"
  - "Ven a pervertirme"
  - "Como cada noche"
  - "Siempre tú"
  - "A través de la distancia"
  - "Resucitar en un abrazo"
  - "Me quedó grande tu amor"
  - "Toda"
  - "Caminante nocturno"
  - "Árbol solitario"
  - "Te amaré, te odiaré"

Otra Piel
- Data wydania: 2003
- 50 000 sprzedanych płyt (1 złota płyta)
  - "No me extraña nada"
  - "Enamorada"
  - "Como un ángel"
  - "Inevitable"
  - "La ley de los hombres"
  - "Otra piel"
  - "Tú"
  - "Te amo por eso"
  - "Hechicera (yalla bina yalla)"
  - "Vuelvo a él"
  - "Ahora"
  - "Devuélveme la vida (z Antonio Orozco)

Por Una Vez
- 70 000 sprzedanych płyt (1 złota płyta)
- Data wydania: 2004
  - "Jugar con fuego (take it low)"
  - "Malas tentaciones"
  - "Enamorada (z Davidem Demaríą)"
  - "Baila"
  - "Sin ti todo anda mal"
  - "Me quedó grande tu amor"
  - "Devuélveme la vida (z Antonio Orozco)"
  - "Ven a pervertirme"
  - "Por una vez"
  - "Aprendiz"
  - "Corazón partío (z Alejandro Sanzem)"
  - "No me extraña nada"
  - "Duele"
  - "Toda"
  - "A tu vera"
  - "Como una flor"
  - "Te amo por eso (z Paco de Lucía)"
  - "Al alba (z Pepe de Lucía)"

Malú
- Data wydania: 2005
- 84 000 sprzedanych płyt (1 platynowa płyta)
  - "Te conozco desde siempre"
  - "Diles"
  - "Eres el agua"
  - "Sabes bien"
  - "Frágiles"
  - "Háblame"
  - "Amor de hielo y sal"
  - "Y sigo preguntándome"
  - "Lo que no sabes"
  - "Sobrellevé"
  - "Perdida"

Desafío
- Data wydania: 2006
- ponad 100 000 sprzedanych płyt (1 platynowa płyta)
  - "Agua de Mayo"
  - "Dame tu alma"
  - "Si estoy loca"
  - "Aulilí"
  - "Enamorame la vida"
  - "No voy a cambiar"
  - "Desafío"
  - "Ya lo ves"
  - "Llanto lloro"
  - "No me interesa"
  - "En otra parte"

Gracias
- Data wydania: 2007
- ponad 41.000 sprzedanych płyt (1 złota płyta)
  - 1. "No voy a cambiar"
  - 2. "Si estoy loca"
  - 3. "Te conozco desde siempre"
  - 4. "Diles"
  - 5. "Sabes bien"
  - 6. "Enamorada"
  - 7. "Aprendiz"
  - 8. "Toda"
  - 9. "Me quedó grande tu amor"
  - 10."Ven a pervertirme"
  - 11."Sin ti todo anda mal"
  - 12."Cambiarás"
  - 13."Duele"
  - 14."Como una flor"
  - 15."Contigo aprendí (Con Alejandro Fernández - En directo)"
  - 16."Pueblo blanco"
  - 17."A tu vera"
  - 18."En otra parte"

Vive
- Data wydania: 2009
- ponad 40 000 sprzedanych płyt (1 złota płyta)
  - 1."A esto le llamas amor"
  - 2."Qué más te da"
  - 3."Hojas secas"
  - 4."Guárdate"
  - 5."Días de sol"
  - 6."Nadie"
  - 7."Como te olvido"
  - 8."El fallo de tu piel"
  - 9."Dicen por ahí"
  - 10."Qué esperabas"
  - 11."Inútilmente"

Guerra Fría
- Data wydania: 2010
- ponad 60 000 sprzedanych płyt (1 platynowa płyta)
  - 1."Voy a quemarlo todo"
  - 2."Ahora tú"
  - 3."Quién"
  - 4."Blanco y negro"
  - 5."Ni un segundo"
  - 6."Libérame"
  - 7."Vértigo"
  - 8."Búscame"
  - 9."Guerra fría"
  - 10."El apagón"
  - 11."Así lo haré"
  - 12."Ni un segundo (versión piano y voz)"
  - 13."Y ahora vete"